# 사마안 (전한)
사마 안(司馬安, ? ~ ?)은 전한 중기의 관료로, 우내사 급암의 외조카이다.

## 생애
젊어서 태자선마(太子洗馬)가 되었다. 법과 관원을 치밀하게 이용하기를 잘하여 네 차례나 구경의 반열에 올랐고, 하남태수를 지내던 중 죽었다.

## 출전
- 사마천, 《사기》 권120 급정열전
- 반고, 《한서》 권19하 백관공경표 下